# 塞克申瑟蒂 (明尼蘇達州)
塞克申瑟蒂（英語：Section Thirty）是位於美國明尼蘇達州萊克縣福爾萊克鎮區的一個非建制地區。

## 地理
塞克申瑟蒂所處的海拔為高於海平面426米（即1398英呎），而該地所採用的時區為UTC-6，即北美中部時區（CST）。同時該地設有夏令時間，為UTC-6調快一小時，即UTC-5（CDT）。